# Chiesa e convento di Santa Maria degli Angeli (Nocera Superiore)
La Chiesa e Convento Francescano di Santa Maria degli Angeli, nota come San Francesco al campo, è un edificio religioso parte della forania di Nocera Superiore-Roccapiemonte. La chiesa ed il convento ricadono nel territorio di Nocera Superiore.

## Ubicazione
Il convento si trova al confine tra Nocera Superiore e Nocera Inferiore, nel rione di Grotti. Sorge a pochi passi dallo Stadio San Francesco d'Assisi, data la vicinanza con la struttura, è localmente chiamato San Francesco al campo, anche se in realtà tale nome potrebbe derivare dal locus sul quale la struttura sorse, che nel medioeveo era nota come campu.

## Struttura
La chiesa presenta una sola navata centrale, unita a due congreghe laterali, nonché ad un imponente altare. A fianco della chiesa sorge una modesta cappella, detta di San Giuseppe (costruita nel 1932).
Il convento dispone di un piccolo chiostro, compensato da ampi possedimenti terrieri nell'area circostante. Inoltre è sede dell'infermeria, usufruita dai clericali della provincia di Salerno. 
Nei locali del convento vi sono un istituto professionale privato (un tempo una scuola elementare), un piccolo teatro e due campi da calcio.

## Storia

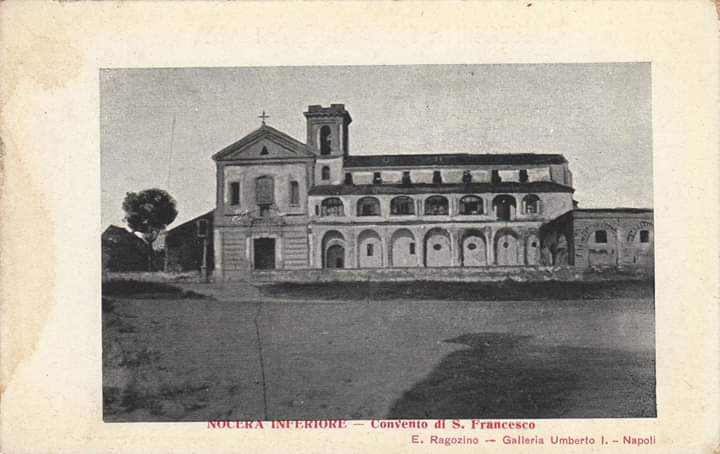
Il convento all'inizio XX secolo

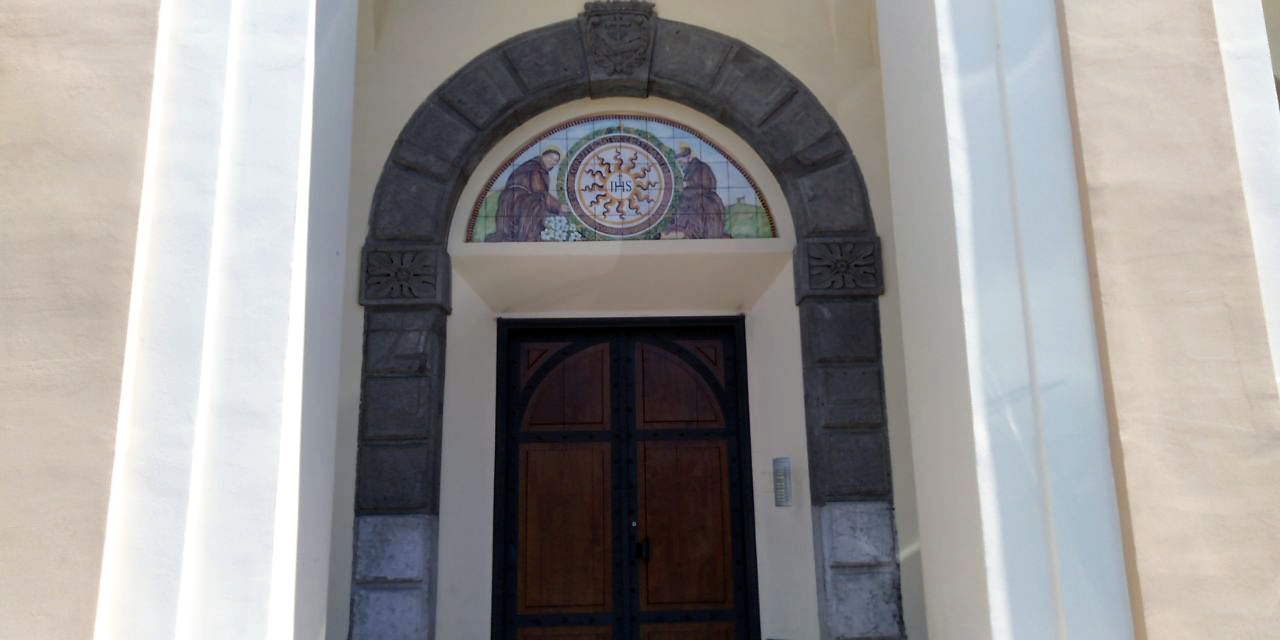
Portale del chiostro datato 1706

Intorno al VII secolo, i pochi nucerini rimasti all'interno della città romana seppero riusare una delle torri ricognitive, facenti parte della cinta muraria, adibendola a chiesa, detta di Santa Maria a Torre.
La sua attuale edificazione risale al XVI secolo, testimoniata da un atto del 1589, anno in cui il Capitolo della Cattedrale di Nocera donò a Padre Girolamo Villani, provinciale dell’ordine, della nobile famiglia del villaggio di Pareti, un suolo di sua proprietà, con annesso il vecchio edificio della Chiesa di Santa Maria a Torre, che si fece promotore della costruzione del nuovo convento. La chiesa era chiamata così perché essa si trovava nei pressi di una torre dell’antica cerchia muraria della città romana di Nuceria Alfaterna. Santa Maria a Torre fu ingrandita e prese il nome di Santa Maria degli Angeli. Dopo un secolo la struttura non era ancora terminata ed i terremoti del 1688 e del 1694 rovinarono la costruzione.
Nel 1706 la chiesa fu completata e negli anni successivi, il pittore beneventano Filippo Pennino affrescò gli interni e in particolar modo il chiostro che rappresenta uno degli scrigni d’arte più belli dell’agro Nocerino sarnese. Sulle pareti e tra le volte prende forma una galleria artistica che vuole esaltare l’Ordine Francescano. San Francesco stigmatizzato, il transito di Santa Chiara, l’indulgenza della Porziuncola e le tante raffigurazioni della vita dei santi dell’Ordine, oltre alle immagini di pontefici e cardinali. Essendo la chiesa dedicata a Santa Maria degli Angeli, la Vergine ricopre un ruolo di primo piano nelle raffigurazioni del Pennino, con le volte che danno vita a un trionfo di Angeli che dominano nella particolarissima tempera di colore blu raffigurante la sfera celeste. Il convento venne ampliato tra l’Ottocento e il Novecento con la costruzione di spazi e dormitori.
Numerosi sono i portali in pietra lavica. Il maggiore è quello di ingresso, dove è incisa la data 1718 (anche se alcuni elementi presenti su di esso fanno presumere che possa essere stato costruito prima).
Sul portale troviamo anche le immagini di San Bonaventura, San Bernardino da Siena, San Ludovico D'Angiò e San Francesco.
Fu scoperta nel '900 dai fratelli Matteo (parroco) e Alfonso Fresa, nelle cantine del convento e nel sottosuolo di un palazzotto vicino, una parte dell'anfiteatro dell'antica Nuceria Alfaterna.

## Patrimonio artistico e culturale

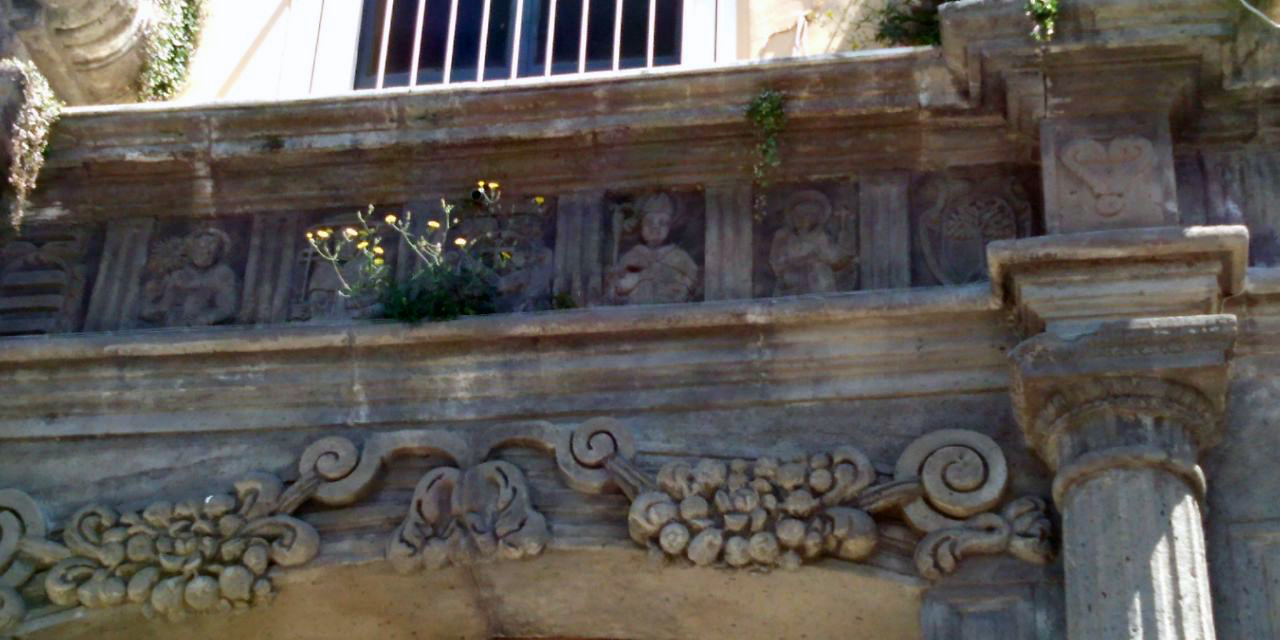
Particolare del portale d'ingresso ristrutturato nel 1718, a sinistra si può notare lo stemma dei Carafa, a destra quello di Nocera dei Pagani, oltre alle figure dei santi succitati

Interessante la presenza dei dipinti su tavola raffiguranti la Pentecoste e San Giuseppe falegname con la sacra famiglia posti a sinistra dell’ingresso. Presenti alcune tele, opera di Ippolito Borghese raffiguranti la Gloria di San Diego e San Giuseppe; altri dipinti raffigurano L’estasi di San Pietro d’Alcantara e la Predicazione di Santa Rosa da Viterbo. Il complesso ospita un'imponente biblioteca, nonché archivio, uno dei più forniti dell'agro nocerino-sarnese.
Le antiche cantine del convento non sono altro che una piccola parte dell'imponente anfiteatro dell'antica Nuceria.
Nella chiesa di Santa Maria Degli Angeli riposano i resti mortali della serva di Dio Filomena Giovanna Genovese (Nocera 28 ottobre 1835 - Nocera Inferiore 13 dicembre 1864).
Alla stessa è anche dedicata una strada poco distante nel rione di Grotti.

## Galleria d'immagini

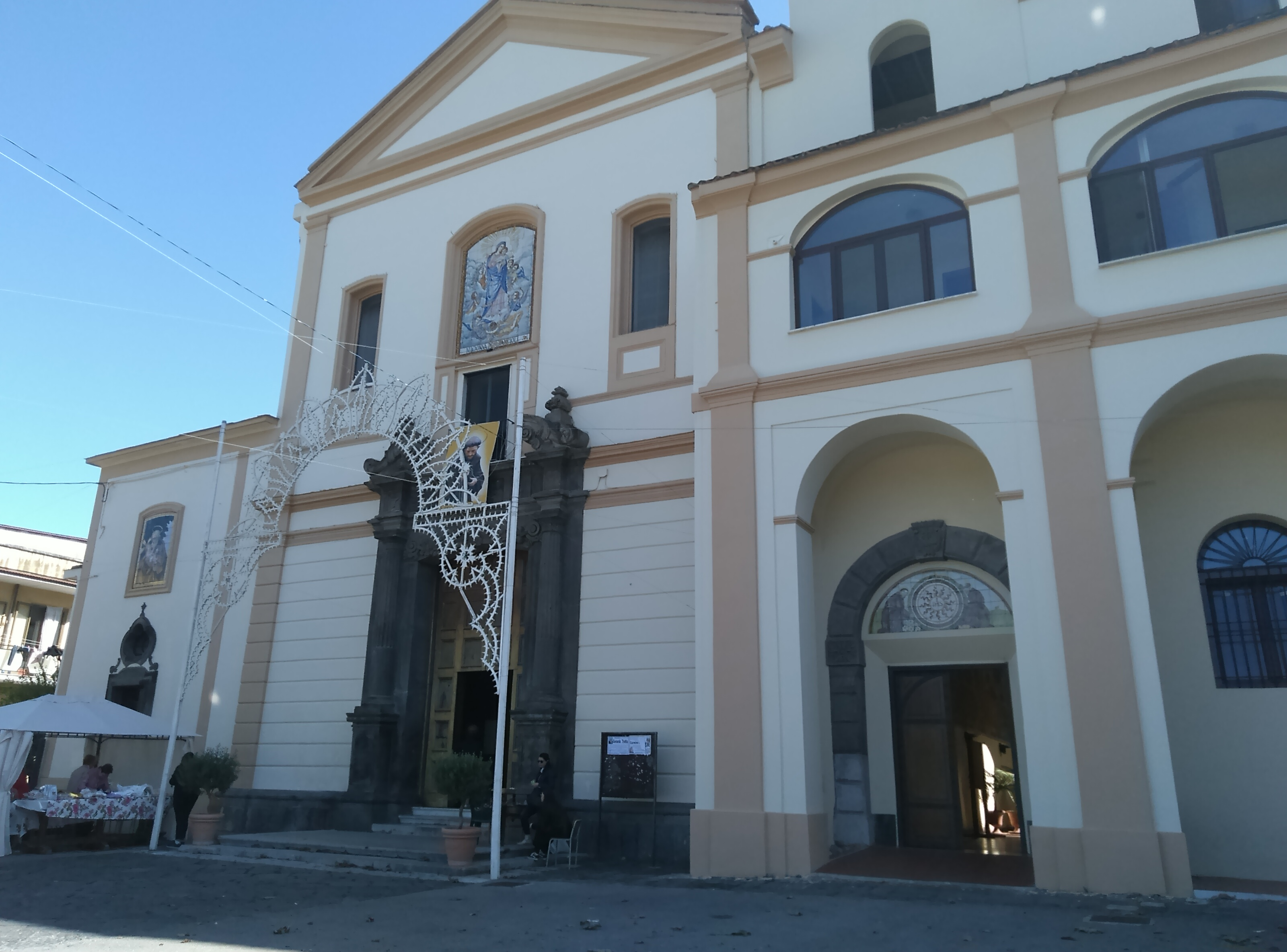
Facciata della chiesa
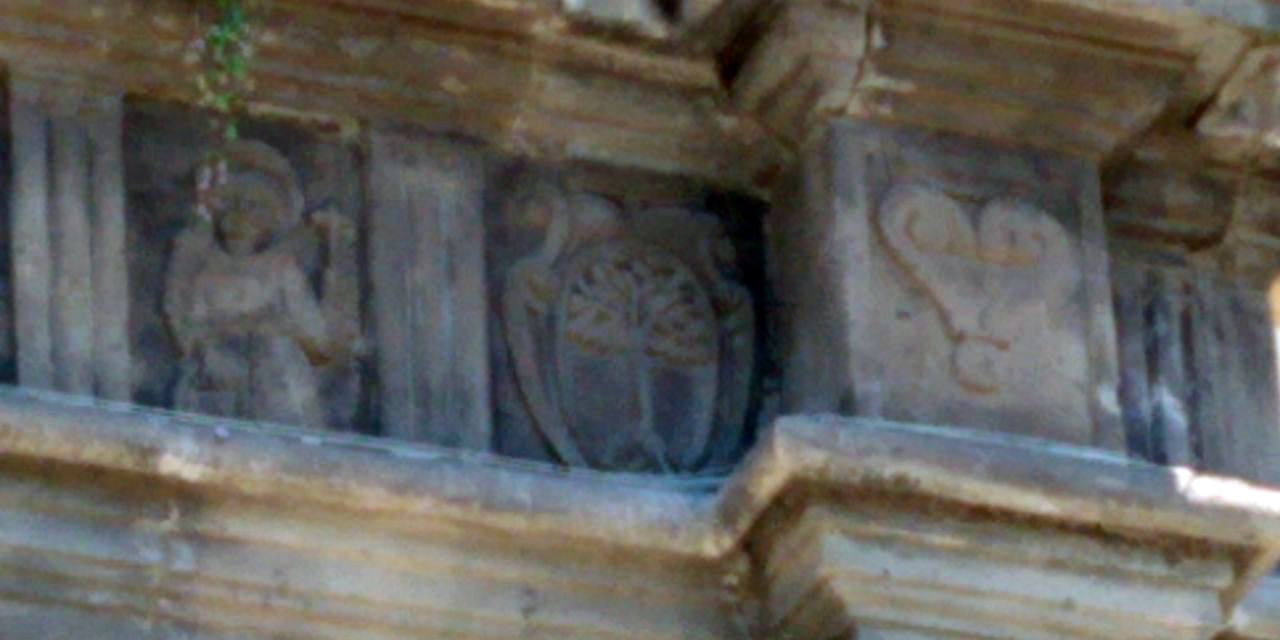
Particolare del portale d'ingresso con lo stemma di Nocera dei Pagani
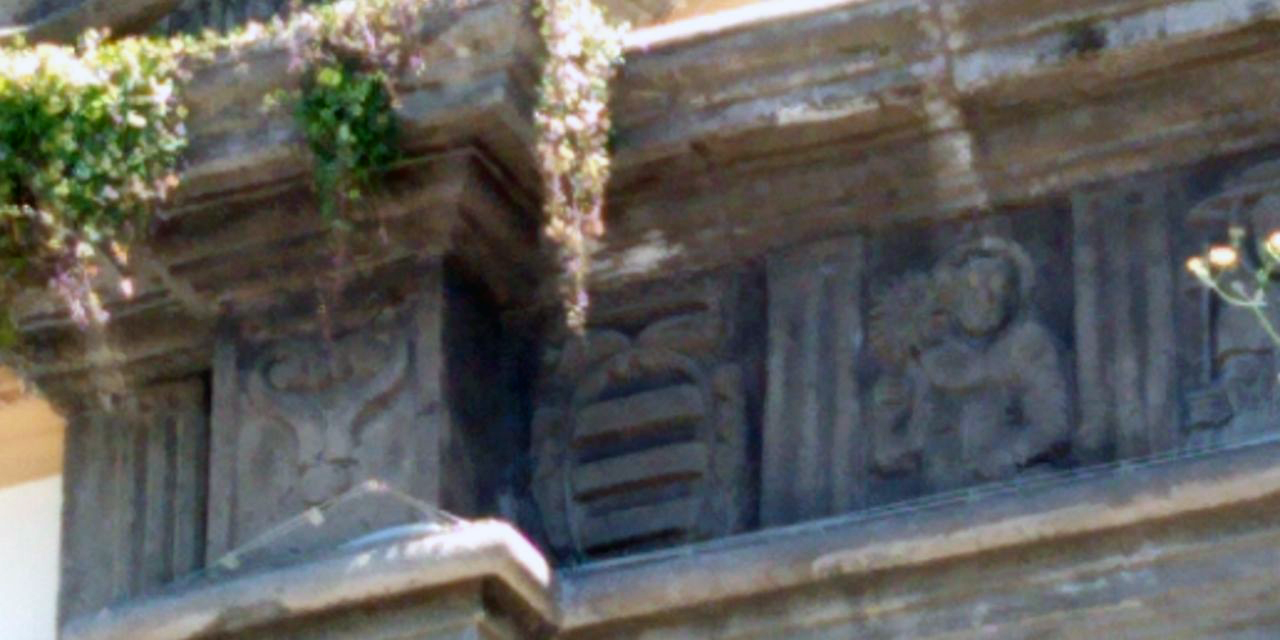
Particolare del portale d'ingresso con lo stemma della famiglia Carafa